# Myzopontius pungens
Myzopontius pungens is een eenoogkreeftjessoort uit de familie van de Artotrogidae. De wetenschappelijke naam van de soort is voor het eerst geldig gepubliceerd in 1895 door Giesbrecht.